# Grassi contro magri
Grassi contro magri (titolo originale Supersize vs Superskinny) era un programma televisivo di genere docu-reality di produzione britannica, in onda dal 22 gennaio 2008 al 6 marzo 2014 su Channel 4 con la conduzione del professore e dietologo Christian Jessen.
Il format consiste nel mettere a confronto i regimi alimentari di due persone, una in sovrappeso e l'altra in sottopeso.
In Italia viene trasmesso dalle emittenti Real Time e Lei.